# Sulkhan-Saba Orbeliani

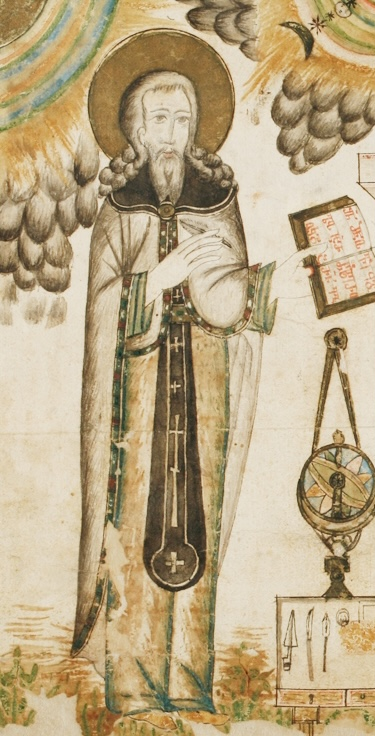
Sulkhan-Saba Orbeliani

Sulkhan-Saba Orbeliani foi um escritor e diplomata georgiano. Orbeliani é notado em parte devido ao seu papel importante como um emissário da Geórgia para a França e o Vaticano, onde ele procurou inútil assistência em nome do seu assediado rei Vactangue VI. Na Geórgia moderna, a história da missão diplomática de Orbeliani para a França se tornaria um símbolo de como o Ocidente negligencia os recursos da Geórgia por assistência.